# Goldvögel
Die Goldvögel (Sericulus) sind eine Gattung der Laubenvögel. Zu ihnen werden seit der Abspaltung des Flammen- vom Goldlaubenvogel Ende der 2010er-Jahre insgesamt vier Arten gezählt. Alle Arten kommen auf Neuguinea oder in Australien vor. Die auf Neuguinea vorkommenden Arten besiedeln Bergregenwälder, der in Australien beheimatete Gelbnacken-Laubenvogel kommt in subtropischen Wäldern Ostaustraliens vor und ist auch in Wäldern der Tiefebenen anzutreffen. Sein Verbreitungsgebiet reicht vom Norden Sydneys bis in den Südosten von Queensland.
Die Bestandssituation des Rotscheitel-Laubenvogels wird von der IUCN mit potentiell gefährdet (near threatened) eingestuft. Der Rotscheitel-Laubenvogel kommt endemisch in dem abgeschiedenen und unzugänglichen Adelbertgebirge von Papua-Neuguinea vor und besiedelt dort ein etwa 570 Quadratkilometer großes Gebiet.
Dort, wo der Rotscheitel-Laubenvogel geeignete Lebensräume vorfindet, ist er vergleichsweise häufig. Auf Grund des kleinen Verbreitungsgebietes geht die IUCN jedoch von weniger als 10.000 geschlechtsreifen Individuen aus. Die Unzugänglichkeit des Gebirges trägt zum Schutz des Vogels bei. Die IUCN sieht auch keinen abnehmenden Bestandstrend für diese Art. Die übrigen Arten werden von der IUCN als nicht gefährdet (least concern) eingestuft.
Von den Arten der Gattung ist nur der im Osten Australiens vorkommende Gelbnacken-Laubenvogel umfangreicher untersucht.

## Stellung innerhalb der Familie der Laubenvögel

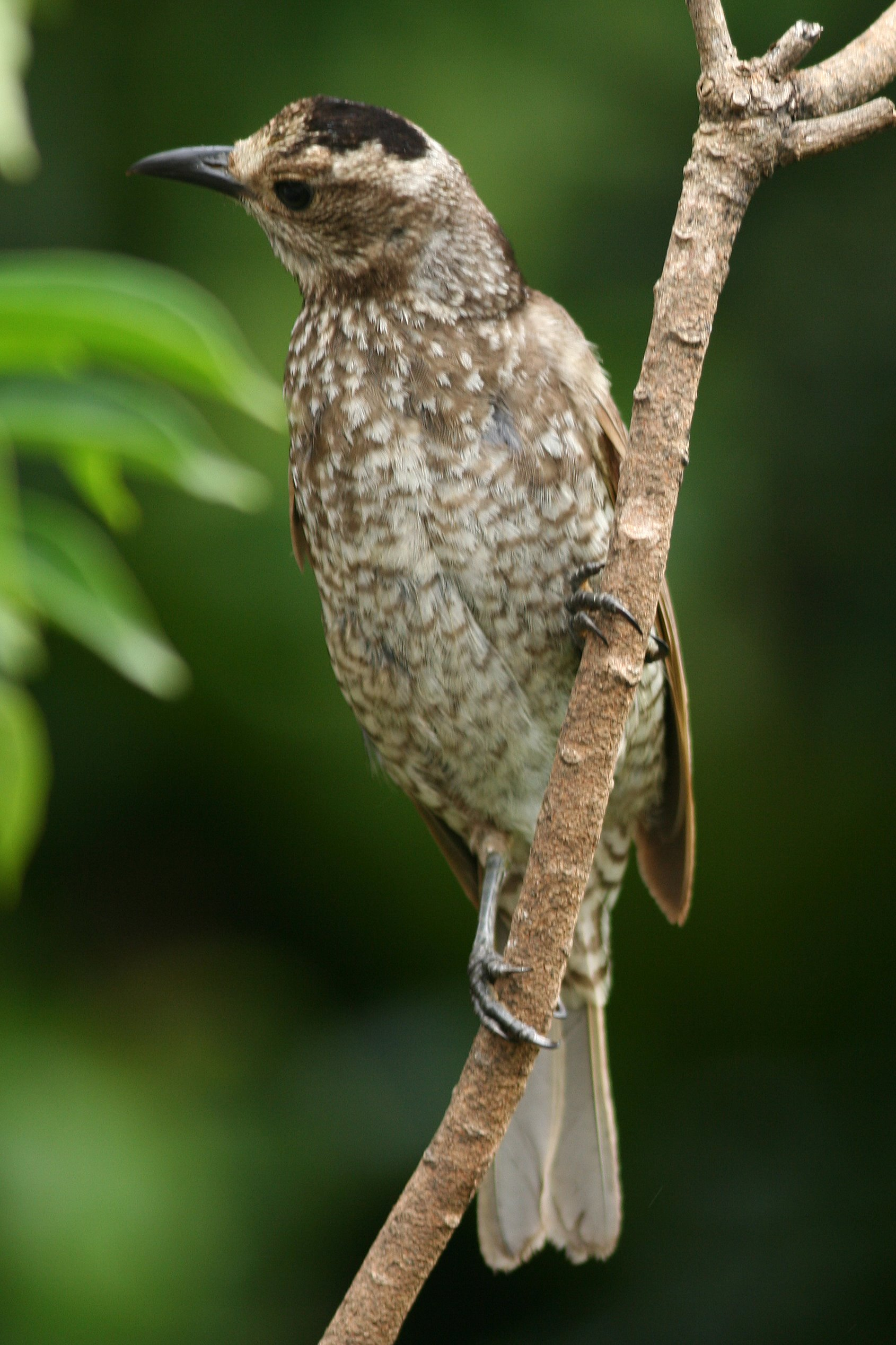
Weibchen des Gelbnacken-Laubenvogels

Die Goldvögel sind eng verwandt mit dem Seidenlaubenvogel, dem einzigen Vertreter der Gattung Ptilonorhynchus, und den Arten der Gattung Chlamydera. Alle Arten dieser drei Gattungen bauen Lauben und zwar vom Typus „Allee“.
Der Schädel der Sericulus-Arten weist Merkmale auf, die auch bei Ptilonorhynchus sowie Chlamydera zu finden sind. Sie haben jedoch auch Merkmale mit den Schädeln von Amblyornis und Archboldia gemeinsam.

## Merkmale der Gattung
Die Goldvögel sind mit einer Körpergröße von bis zu 27 Zentimeter vergleichsweise kleine Laubenvögel. Der Schnabel ist schlank und entweder gleich oder geringfügig länger als der Kopf. Alle Arten zeigen einen sehr ausgeprägten Geschlechtsdimorphismus. Das Schwanzgefieder ist insbesondere bei den Männchen im Verhältnis zur Körperlänge vergleichsweise kurz. Die Flügel sind kurz und gerundet. Sie haben 12 bis 13 Armschwingen. Die Läufe entsprechen in ihrer Länge 29 Prozent der Flügellänge, was im Vergleich zu den Arten innerhalb der Familie der Laubenvögel lang ist. Sie sind aber weniger kräftig gebaut als bei den anderen Gattungen dieser Familie.
Die Männchen haben ein metallisch glänzendes schwarzes Gefieder mit gelben, gelbroten oder orangen Federpartien, die sich auffällig von dem übrigen Körpergefieder absetzen. Diese Merkmale reflektieren sich auch in den deutschen Bezeichnungen für die einzelnen Arten. Die Weibchen sind dagegen deutlich unauffälliger gefärbt. Sie sind auf der Körperoberseite olivfarben bis graubraun, die Körperseite ist etwas heller und durch dunklere Federsäume häufig geschuppt wirkend. Bei den gut untersuchten Gelbnacken-Laubenvögeln hat man festgestellt, dass einige Weibchen in geringem Maße Merkmale des Gefieders der Männchen entwickeln. Dazu gehört insbesondere die Entwicklung eines gelben Federsaumes an dem schwarzen Scheitelfleck sowie gelber Federpartien an den Handschwingen. Bei ihnen hellt der Schnabel auch teilweise auf. Vermutet wird, dass diese Merkmale nur von sehr alten Weibchen entwickelt wird.

## Arten

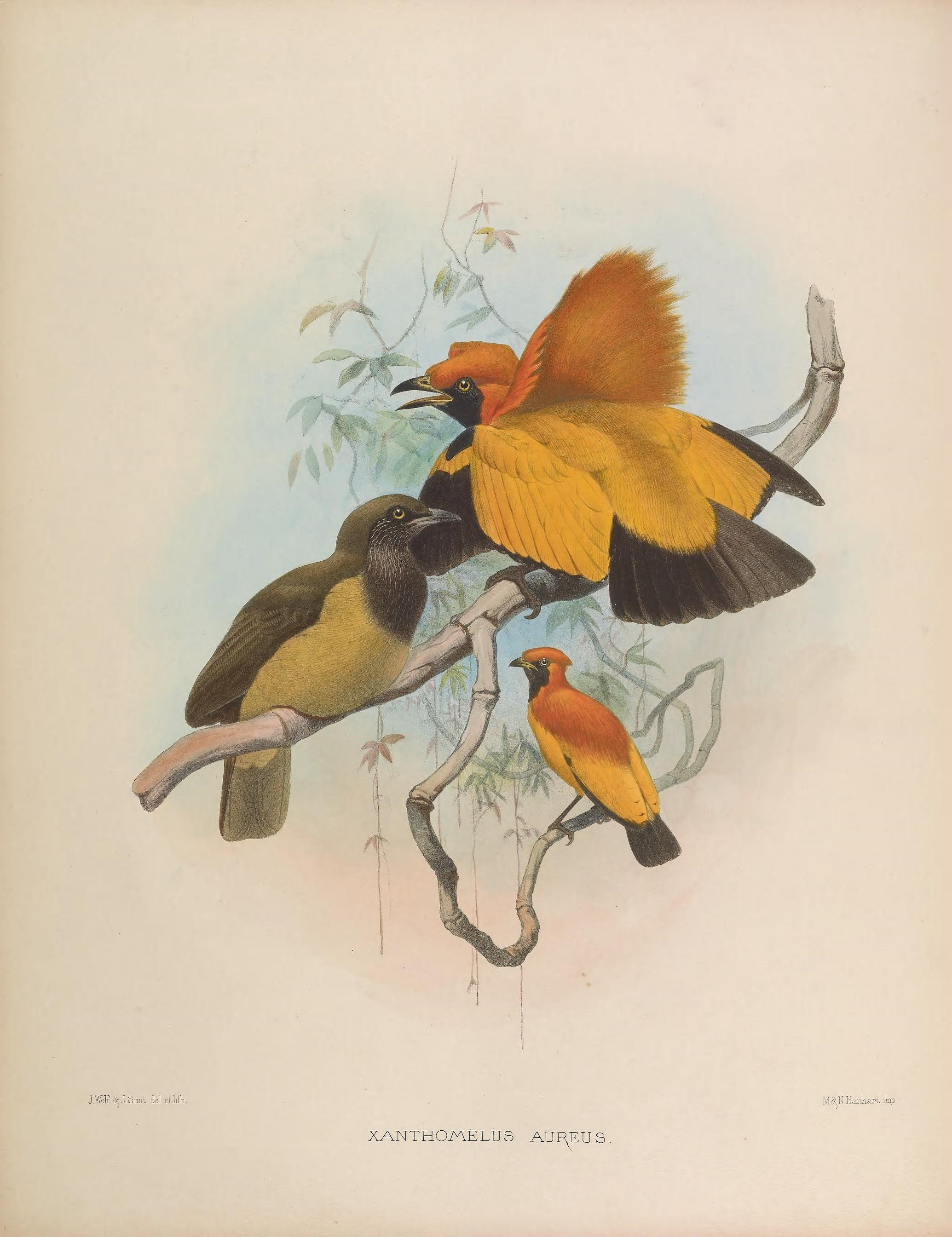
Darstellung von Goldlaubvögeln aus dem Jahre 1873

Es werden vier Arten unterschieden, die heute alle als monotypisch eingestuft werden:
- Gelbnacken-Laubenvogel oder Samtgoldvogel (Sericulus chrysocephalus)
- Flammenlaubenvogel (Sericulus ardens)
- Goldlaubenvogel oder Papuagoldvogel (Sericulus aureus)
- Rotscheitel-Laubenvogel (Sericulus bakeri)

Für den Gelbnacken-Laubenvogel wurden bis vor wenigen Jahren zwei Unterarten unterschieden. Clifford B. Frith und Dawn. W. Frith wiesen bereits 2004 darauf hin, dass der Unterschied in der Färbung des Vorderscheitels nicht ausgeprägt bis gar nicht vorhanden sei und halten daher die Unterscheidung von zwei Unterarten für nicht gerechtfertigt. Genetische Untersuchungen haben mittlerweile bestätigt, dass der Gelbnacken-Laubenvogel monotypisch ist.

## Nahrung
Die Nahrung besteht aus Früchten, Blättern, Knospen, Nektar und in geringerem Maße aus Wirbellosen. An die Jungvögel wird überwiegend tierisches Protein verfüttert.

## Fortpflanzung
Alle Arten sind polygam. Das Männchen paart sich mit mehreren Weibchen. Das Weibchen kümmert sich allein um Nestbau, Bebrütung und Jungenaufzucht. Das Nest ist ein flaches, napfartiges Nest aus Reisern auf Bäumen. Das Gelege besteht aus einem bis drei Eiern. Die Brutdauer beträgt zwischen 19 und 24 Tagen.

## Laubenbau

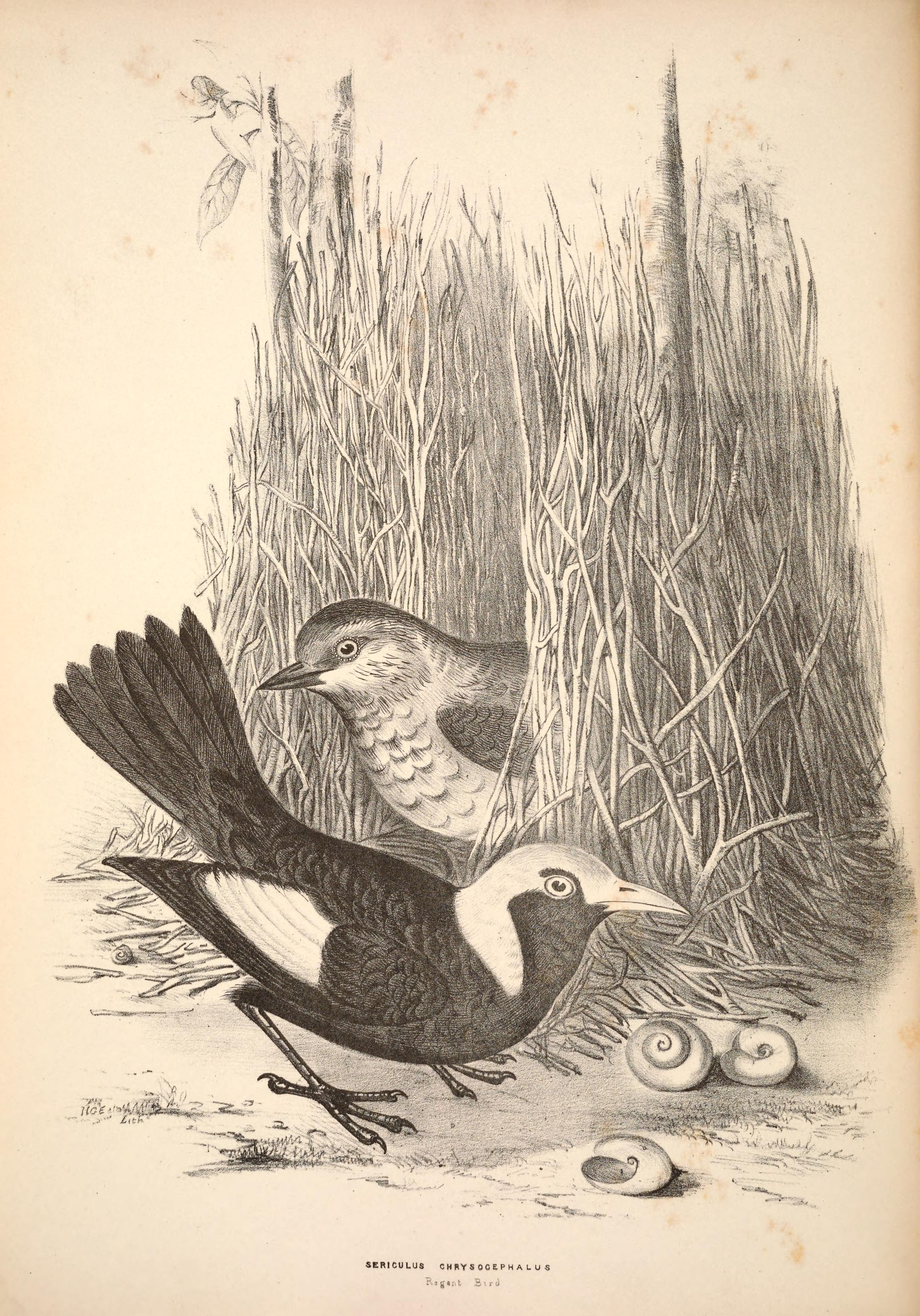
Laube des Gelbnacken-Laubenvogels. Alle Arten der Gattung bauen ähnliche Lauben

Die Goldvögel gehören zu den Laubenvögeln, die zur Balz Lauben errichten, die mit Objekten geschmückt werden, die die Männchen häufig nach ihrer Farbe sammeln. Dieses Balzverhalten ist so einzigartig in der Vogelwelt, dass der US-amerikanische Ornithologe Ernest Thomas Gilliard festhielt, man könne die Ordnung der Vögel eigentlich in zwei Gruppen unterteilen: Laubenvögel und alle anderen Vogelarten.
Die Details des Laubenhauses ist am schlechtesten untersucht bei den Goldvögel-Arten, die auf Neuguinea vorkommen. Ernest Thomas Gilliard suchte beispielsweise gegen Ende der 1960er Jahre über mehrere Wochen mit zahlreichen Gehilfen vergeblich nach einer solchen Laube des Rotscheitel-Laubenvogels, so dass man für fast zwei Jahrzehnte davon ausging, dass diese Art der Laubenvögel zu denen zählt, die dieses elaborierte Balzverhalten nicht zeigen. Die ersten Lauben dieser Art wurden erst im September 1986 entdeckt.
Alle Lauben, die von Goldvögel-Arten errichtet werden, gehören dem sogenannten Alleen-Typ an. Bei einem Allee-Typ errichtet das Männchen entlang einer leicht erhöhten Plattform zwei parallel verlaufende Wände aus kleinen Ästchen. Der Gelbnacken-Laubenvogel malt teilweise die Innenwände des Laubengangs mit zerdrückten Pflanzenbrei aus. Inwieweit dies auch bei den anderen Arten vorkommt, lässt sich noch nicht abschließend sagen.
Ein Gelbnacken-Laubenvogel benötigt etwa drei Stunden, um eine rudimentäre Laube zu bauen. Die fertige Allee ist etwa 36 Zentimeter lang und 25 Zentimeter breit. Bei acht näher untersuchten Lauben dieser Art waren im Schnitt 432 Ästchen verbaut, die zusammen 182 Gramm wogen. Bei der aufwändigsten Laube betrug die Zahl der verbauten Ästchen 686, die zusammen 274 Gramm wogen. Nach Beobachtungen in der Region Sarabah verbringen die Männchen nur etwa 3 % ihres Tages in direkter Nähe zur Laube. Davon entfallen 23 Prozent auf die Errichtung der Laube und 39 Prozent auf die Pflege der Laube. Zur Pflege gehört die Umdekoration der Schmuckobjekte, das Entfernen von Blättern, das Beseitigen von Schäden sowie das Bemalen der Laube. 37 Prozent entfallen auf Zeiten, in denen das Männchen still in Laubennähe sitzt oder balzt.
Die Lauben haben zumindest beim Gelbnacken-Laubenvogel nur wenige Tage Bestand. Sie werden von rivalisierenden Männchen zerstört, der Gelbnacken-Laubenvogel zerstört seine Laube auch selber, wenn diese von einem konkurrierenden Männchen entdeckt wurde. Von 33 fertig gestellten Lauben des Gelbnacken-Laubenvogels in der Region Sarabah hatten zwanzig Bestand für einen Zeitraum von nicht mehr als 10 Tagen. Nur fünf wurden von dem Männchen mehr als 25 Tage genutzt.

## Goldvögel und Menschen
Von den Goldvögel-Arten spielt nur der Gelbnacken-Laubenvogel in der Gefangenschaftshaltung eine Rolle.
Der Gelbnacken-Laubenvogel war über mehrere Jahrzehnte sowohl in Australien als auch außerhalb ein häufiger in Gefangenschaft gehaltener Vogel. Gelbnacken-Laubenvögel wurden bereits im Jahre 1867 in Großbritannien gehalten, der Londoner Zoo hielt schon 1905/1906 diese Art der Laubenvögel. Die Erstzucht in Gefangenschaft gelang 1905. In australischen Zoos wird der Gelbnacken-Laubenvogel aktuell regelmäßig nachgezüchtet. Nachgezüchtete Gelbnacken-Laubenvögel werden in Australien gelegentlich auch heute noch im Vogelhandel angeboten. Ein Paar, das nachweislich aus Gefangenschaftszucht stammte, wurde in Sydney im Jahr 2000 für 1500 Australische Dollar angeboten.

## Einzelbelege
1. ↑  Phil Gregory: Birds of Paradise and Bowerbirds. Princeton University Press, Princeton/Oxford 2019, ISBN 978-0-691-20214-3, S. 373–374.
2. 1 2   Sericulus bakeri in der Roten Liste gefährdeter Arten der IUCN 2016.3. Eingestellt von: BirdLife International, 2016. Abgerufen am 1. April 2017.
3. ↑  Sericulus chrysocephalus in der Roten Liste gefährdeter Arten der IUCN 2016.3. Eingestellt von: BirdLife International, 2016. Abgerufen am 1. April 2017.
4. 1 2 3  Frith: The Bowerbirds - Ptilonorhynchidae. S. 332.
5. ↑  Frith: The Bowerbirds - Ptilonorhynchidae. S. 347.
6. ↑  IOC World Bird List 6.4. In: IOC World Bird List Datasets. doi:10.14344/ioc.ml.6.4 (worldbirdnames.org).
7. ↑   Frith: The Bowerbirds - Ptilonorhynchidae. S. 348.
8. ↑  Handbook of the Birds of the World zum Goldlaubenvogel, aufgerufen am 1. April 2017
9. ↑  W. Grummt, H. Strehlow (Hrsg.): Zootierhaltung Vögel. Verlag Harri Deutsch, Frankfurt am Main 2009, ISBN 978-3-8171-1636-2, S. 746.
10. ↑  Jennifer Ackerman: The Genius of Birds. Corsair, London 2016, ISBN 978-1-59420-521-7, S. 159.
11. ↑  Frith: The Bowerbirds - Ptilonorhynchidae. S. 345.
12. 1 2  Frith: The Bowerbirds - Ptilonorhynchidae. S. 352.
13. ↑   Frith: The Bowerbirds - Ptilonorhynchidae. S. 351.
14. ↑   Frith: The Bowerbirds - Ptilonorhynchidae. S. 354.
15. 1 2  Frith: The Bowerbirds - Ptilonorhynchidae. S. 360.
16. ↑  W. Grummt, H. Strehlow (Hrsg.): Zootierhaltung Vögel. Verlag Harri Deutsch, Frankfurt am Main 2009, ISBN 978-3-8171-1636-2, S. 748